# Eating Out 5: Otwarty weekend
Eating Out 5: Otwarty weekend (ang. Eating Out: The Open Weekend) – amerykańska komedia filmowa w reżyserii Q. Allana Brocki z 2011 roku, czwarty sequel przebojowego filmu Eating Out (2004), także reżyserowanego przez Brockę. Otwarty weekend i Obóz teatralny, dwa ostatnie filmy z serii Eating Out, zrealizowali ci sami twórcy.

## Zarys fabuły
Zack i Benji spędzają wakacje w gejowskim kurorcie w Palm Springs. Tam spotykają Caseya, który jest byłym partnerem pierwszego z nich. By wzbudzić zazdrość w byłym chłopaku, Casey namawia atrakcyjnego Petera − który jest jego dawnym kolegą − by udawali parę.

## Obsada
- Chris Salvatore − Zack
- Daniel Skelton − Casey
- Aaron Milo − Benji
- Lilach Mendelovich − Penny
- Harmony Santana − Lilly
- Michael Vara − Peter
- Alvaro Orlando − Luis
- Ralph Cole Jr. – Jerry
- Geoffrey Dwyer – Bernard
- Nicol Paone − Pastor
- Chris Puckett – Congressman Piel
- Michael King − Jayden
- William Brown – Mitch
- Jennifer Elise Cox – Hotel Clerk
- Mink Stole − ciotka Helen
- Rebekah Kochan − Tiffani von der Sloot